# Maria Luísa (Cantagalo)
Maria Luísa é uma aldeia de São Tomé e Príncipe, localiza-se no Distrito de Cantagalo, ilha de São Tomé, próxima às localidades de Uba Budo, Santa Clotilde e de Pedroma.